# Гладышев, Иван Васильевич
Иван Васильевич Гладышев (1 [14] октября 1906, Монастырка, Оренбургская губерния — 29 августа 1975, Кичигино, Челябинская область) —  участник Великой Отечественной войны, полный кавалер ордена Славы, младший сержант, командир отделения саперного взвода 364-го стрелкового полка 139-й стрелковой Рославльской Краснознамённой ордена Суворова дивизии 49-й армии 2-го Белорусского фронта. После войны работал лесничим.

## Биография
Иван Гладышев родился 1 (14) октября 1906 года в крестьянской семье в деревне Монастырка (Гусинка) Чумлякской волости Челябинского уезда Оренбургской губернии; Решением Курганского облисполкома № 108 от 23 марта 1964 года деревня Монастырка переименована в деревню Клюквенную; ныне входит в Щучанский муниципальный округ Курганской области. В семье было 14 детей. Русский. 
Окончил 2 класса церковно-приходской школы (1916).
Арестован 8 февраля 1930 года. Приговорён тройкой ПП ОГПУ по Уралу 23 марта 1930 года по обвинению в антисоветской агитации к 5 годам лишения свободы по ст. 58-10 УК РСФСР.
Ссыльнопоселенец Иван Васильевич Гладышев работал лесорубом, рыбаком в Остяко-Вогульском национальном округе (с 1940 года — Ханты-Мансийский национальный округ).
В мае 1942 года был призван в Рабоче-крестьянскую Красную Армию Микояновским РВК Ханты-Мансийского национального округа Омской области.
На фронте с января 1943 года. Участвовал в боях за освобождение Белоруссии и Польши.
Летом 1943 года сапёр сапёрного взвода 364-го стрелкового полка 139-й стрелковой дивизии 10-й армии красноармеец Гладышев в бою под деревнями Кулешевкой и Мамонтовой обнаружил минное поле и под огнём противника обезвредил 35 мин, чем способствовал успешному наступлению нашей пехоты. За эту операцию был награждён медалью «За отвагу».
С 24 по 30 июня 1944 года в боях за Могилёв и при форсировании рек Реста и Днепр сапер Гладышев шел с передовыми частями. Форсировал Днепр, разминировал прибрежную полосу, сняв 21 мину, и обеспечил безопасную высадку бойцов десанта. Здесь же обследовал места для установления на захваченном плацдарме нашей артиллерии.
Приказом по 139-й стрелковой дивизии (№027/н) от 2 августа 1944 года красноармеец Гладышев награждён орденом Славы 3-й степени.
Во время наступления на территории Польши с 20 по 24 августа 1944 года Гладышев снял свыше 100 мин, участвовал в строительстве мостов, в переправе наблюдательного пункта полка в 50 км западнее города Белосток (Польша).
Приказом по войскам 49-й армии (№0133/н) от 17 октября 1944 года красноармеец Гладышев  награждён орденом Славы 2-й степени.
18 января 1945 года при прорыве обороны противника на реке Нарев в районе города Шелькув (Польша) командир отделения саперного взвода младший сержант Гладышев обеспечил пропуск артиллерии через минные поля. За время боевых действий полка снял более 1 тысяч мин и 200 фугасов, чем содействовал успешному выполнению боевых задач.
Указом Президиума Верховного Совета СССР от 10 апреля 1945 года за образцовое выполнение заданий командования в боях с немецко-фашистскими захватчиками младший сержант Гладышев Иван Васильевич награждён орденом Славы 1-й степени. Стал полным кавалером ордена Славы. На момент представления к награде — беспартийный.
День Победы встретил в Восточной Пруссии. Всего за время Великой Отечественной младший сержант Гладышев снял более 9 тысяч мин и обезвредил две тысячи вражеских снарядов и фугасов.
В 1946 году был демобилизован.
Вернулся в село Шеркалы Микояновского района Ханты-Мансийского национального округа, работал лесником Микояновского лесничества Ханты-Мансийского лесхоза, затем лесничим Шеркальского лесничества Микояновского лесхоза.
В 1956 году, получив разрешение на выезд из шеркальской ссылки, переехал в село Кичигино Кичигинского сельсовета Увельского района Челябинская области, где работал водовозом. Затем работал сторожем на ремонтном заводе в посёлке Увельский.
Иван Васильевич Гладышев скончался 29 августа 1975 года в селе Кичигино Кичигинского сельсовета Увельского района Челябинская области, ныне село — административный центр Кичигинского сельского поселения того же района и области. Похоронили его под оружейный салют на сельском кладбище села Кичигино Увельского района Челябинская области.
Реабилитирован 5 апреля 1989 года Курганской облпрокуратурой 

## Награды
- Орден Отечественной войны II степени № 576456, 1 апреля 1945 года[3]
- Орден Славы I степени № 1770, 10 апреля 1945 года[4]
- Орден Славы II степени № 7777, 17 октября 1944 года[5]
- Орден Славы III степени № 99688, 2 августа 1944 года[6]
- медали СССР, в том числе:
  - Медаль «За отвагу» № 742743, 3 октября 1943 года[7]
  - Медаль «В ознаменование 100-летия со дня рождения Владимира Ильича Ленина», 1970 год
  - Медаль «За победу над Германией в Великой Отечественной войне 1941—1945 гг.»
  - Юбилейная медаль «Двадцать лет Победы в Великой Отечественной войне 1941—1945 гг.»
  - Юбилейная медаль «Тридцать лет Победы в Великой Отечественной войне 1941—1945 гг.»
  - Медаль «Ветеран труда»
  - Юбилейная медаль «50 лет Вооружённых Сил СССР»

## Память
- Улица Гладышева в селе Кичигино Увельского района Челябинская области.
- Улица Гладышева в селе Шеркалы Октябрьского района Ханты-Мансийского автономного округа — Югры, название присвоено в 1980 году Решением исполкома Шеркальского сельского совета.
- Бюст, установлен в мае 2020 года по инициативе окружного совета ветеранов в парке Победы города Ханты-Мансийска Ханты-Мансийского автономного округа — Югры — 61°00′14″ с. ш. 69°01′16″ в. д.HGЯO[8]
- Мемориальная доска, установлена на доме где он жил. Челябинская область, Увельский район, село Кичигино <улица, дом?>
- Мемориальная доска, открыта 22 июня 2013 года на доме где он жил. Надпись: «Улица названа в честь участника Великой Отечественной войны, полного кавалера ордена Славы, лесовода Гладышева Ивана Васильевича (14.10.1906–29.08.1975). Работал лесничим Шеркальского лесничества с 1946 по 1956 г.»; Ханты-Мансийский автономный округ — Югра, Октябрьский район, село Шеркалы, ул. Гладышева <дом?>[9][10][11].
- Мемориальная доска, открыта 22 июня 2019 года, Курганская область, Щучанский муниципальный округ, деревня Клюквенная, рядом с обелиском погибшим в Великой Отечественной войне — 55°13′05″ с. ш. 62°56′26″ в. д.HGЯO[12]

## Семья
Жена Мария; три сына:
- Александр — экономист
- Виктор — кардиохирург, заслуженный врач РСФСР
- Анатолий — отличник просвещения, мастера спорта